# Jaspis (halfedelsteen)
Jaspis is een opake en fijnkristallijne variëteit van kwarts. De chemische samenstelling is identiek aan die van agaat, vuursteen en hoornkiezel.
De kleuren zijn variabel, van geel via rood en roodbruin tot groen. Jaspisstenen worden geslepen en gepolijst om in sieraden gezet te worden.
De naam jaspis is via het Latijn en het Grieks (íaspis) ontleend aan een semitische taal en betekent "gevlekte of gespikkelde steen".

## Vindplaatsen
De belangrijkste vindplaatsen van jaspis zijn India (Dekanplateau) en Mexico (gele), Duitsland (rode) en Afrika, Australië, Brazilië, Egypte, Frankrijk en de VS (overige kleuren). In Nederland komt jaspis veelvuldig voor in de grindafzettingen van de Rijntakken.

## Industriële toepassingen
Jaspis wordt al sinds de oudheid als edelsteen bewerkt. Men maakte er bijvoorbeeld zegelstenen, kleine gesneden stenen en galanterieën van. Men schreef jaspis magische krachten toe. In de oudheid werd het wel de moeder van alle stenen genoemd. Het wordt tegenwoordig gebruikt in cabochons, tafelslijpsels en kunstnijverheidsvoorwerpen. Imitaties worden gemaakt van glas.

## Bijgeloof & religie
De Egyptenaren en Grieken gebruikten jaspis al om de seksualiteit te versterken en om een spoedige zwangerschap te bereiken. Bij de indianen werkte de gele jaspis als regensteen.
Er wordt een aantal geneeskrachtige werkingen aan jaspis toegekend, zoals stressvermindering, gewichtsverlies, bestrijding van maagklachten en verhelpen van leverproblemen. Jaspis hoort volgens diverse literaire bronnen bij de sterrenbeelden Ram, Maagd, Kreeft en Schorpioen.
In het christelijke geschrift Openbaring 4:2-3 staat geschreven: (2) Op hetzelfde moment raakte ik in vervoering. Er stond een troon in de hemel en daarop zat iemand. (3) Degene die daar zat had een uiterlijk als van jaspis en sarder, en rond de troon was een regenboog die eruitzag als smaragd. 